# Stockholm Syndrome

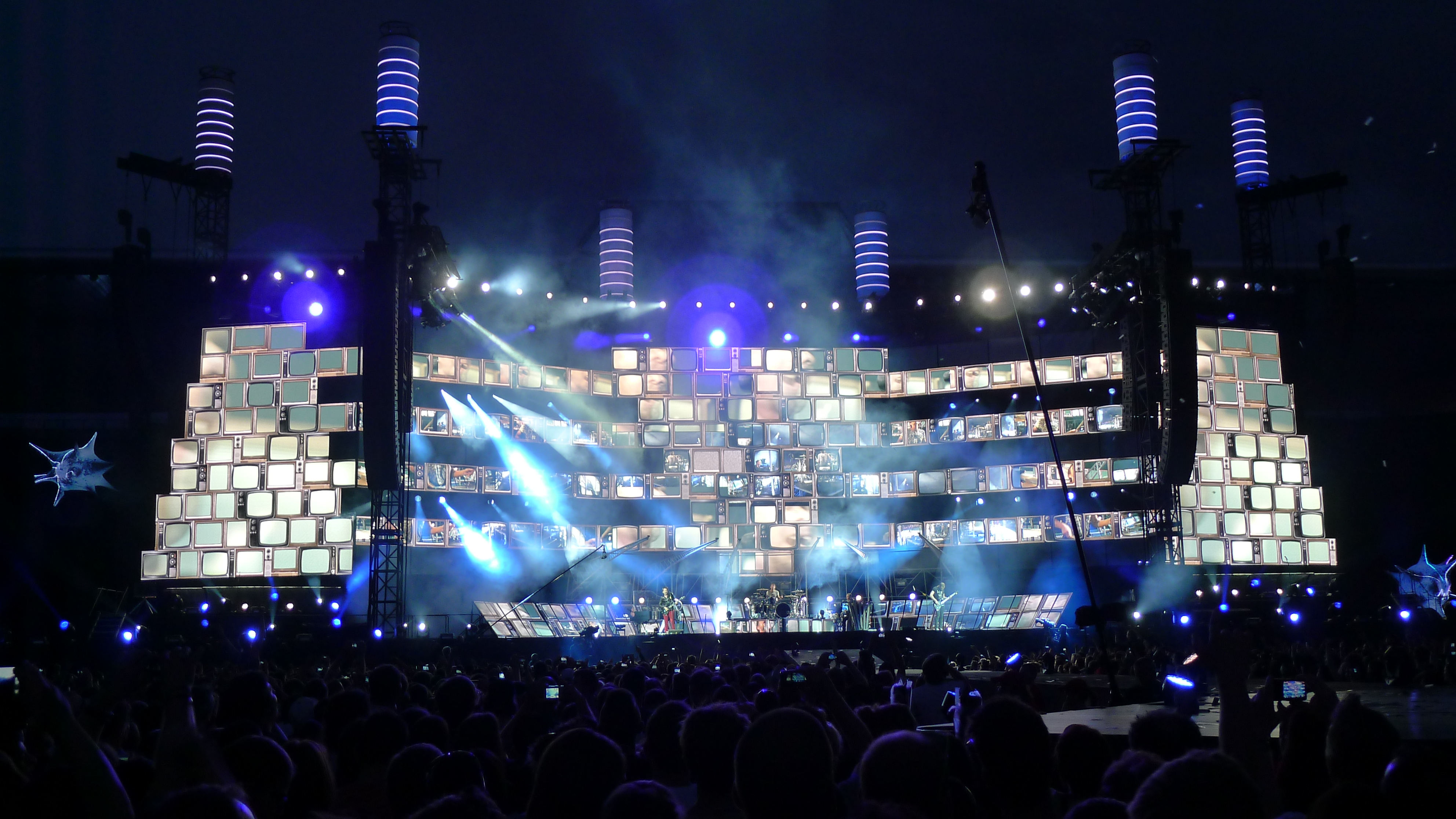
Stockholm Syndrome tijdens The 2nd Law Tour.

Stockholm Syndrome is de eerste single van Absolution, het derde studioalbum van de Britse rockband Muse. De single werd uitgebracht in het Verenigd Koninkrijk als muziekdownload op 14 juli 2003. In de Verenigde Staten werd het nummer uitgebracht op 8 mei 2005. Het nummer heeft sterke metal invloeden en is oorspronkelijk geschreven voor de piano. Later werd het nummer uitgewerkt tot een versie met gitaren en synthesizers.
Tijdens concerten wordt het nummer vaak gespeeld voor of na Plug In Baby omdat de nummers een vergelijkbaar tempo hebben. In concerten van The Resistance Tour was het nummer te horen na het eerste deel van Exogenesis: Symphony. Stockholm Syndrome wordt meestal afgesloten met twee tot drie riffs. Tijdens een concert in het Staples Center speelde de band 8 riffs, dit nam ongeveer 13 minuten in beslag.

## Videoclip
Voor het nummer zijn twee videoclips gemaakt:
- In de eerste videoclip zien we de band het nummer spelen. De video is geregisseerd door Thomas Kirk en is gefilmd met een infraroodcamera.
- De tweede videoclip speelt zich af in een fictieve Amerikaanse talkshow. Muse geeft hier een optreden waarbij ze letterlijk het publiek en de presentator omver spelen. De video is geregisseerd door Patrick Daughters.

## Nummers
Alle teksten zijn geschreven door Matthew Bellamy. 
| Nr. | Titel              | Duur |
| --- | ------------------ | ---- |
| 1.  | Stockholm Syndrome | 4:58 |

| Nr. | Titel                            | Duur |
| --- | -------------------------------- | ---- |
| 1.  | Stockholm Syndrome (radioversie) | 4:06 |

| Nr. | Titel                                      | Duur |
| --- | ------------------------------------------ | ---- |
| 1.  | Stockholm Syndrome (Amerikaanse videoclip) | 4:27 |

| Nr. | Titel                          | Duur |
| --- | ------------------------------ | ---- |
| 1.  | Stockholm Syndrome (videoclip) | 4:58 |

| 1.                | Stockholm Syndrome (radioversie) | 4:03 |
| 2.                | Stockholm Syndrome               | 4:56 |
| Totale duur: 8:59 |                                  |      |

## In andere media
- Het nummer werd samen met Supermassive Black Hole en Exo-Politics uitgebracht als downloadbare inhoud voor het computerspel Guitar Hero III: Legends of Rock.
- In de tweede aflevering van het 14e seizoen van het autoprogramma Top Gear is het nummer te horen tijdens de Audi R8-test.[1]